# Будос (Расейняйський район)
Будос (Būdos) — хутір у Литві, Расейняйський район, Немакщяйське староство, знаходиться за 11 км від села Немакщяй. Станом на 2001 рік у Будосі проживала 1 людина. 2011 року на хуторі ніхто не проживав.

## Принагідно
- Būdos (Raseiniai) [Архівовано 15 листопада 2016 у Wayback Machine.]

| Литва | Це незавершена стаття з географії Литви. Ви можете допомогти проєкту, виправивши або дописавши її. |